# 今治市立常盤小学校
今治市立常盤小学校（いまばりしりつ ときわしょうがっこう）は、愛媛県今治市にある公立小学校。

## 沿革

### 経緯
1928年（昭和3年）に、今治市立第5尋常小学校として創立された。1941年（昭和16年）に今治市立常盤国民学校と改称。1947年（昭和22年）に今治市立常盤小学校と改称。

### 年表
- 1928年 - 今治市立第5尋常小学校として設立される。
- 1941年 - 国民学校令によって今治市立常盤国民学校となる。
- 1947年 - 学制改革により今治市立常盤小学校となる。

## 教育方針
豊かな感性を持ち、いきいきと活動する児童の育成

## 学校行事
| - 4月 始業式・入学式 - 5月 - 6月 | - 7月 - 8月 - 9月 | - 10月 - 11月 - 12月 | - 1月 - 2月 - 3月 終業式・卒業式 |

## 通学区域
- 今治市
  - 常盤町五丁目～七丁目
  - 常盤町八丁目(4番の一部)
  - 宮下町一丁目(1番～3番、4番の一部、8番の一部)
  - 宮下町二丁目(1番～3番、4番の一部)
  - 宮下町三丁目の一部
  - 山方町一丁目、二丁目
  - 中日吉町一丁目～三丁目
  - 北日吉町一丁目～三丁目
  - 鯉池町一丁目～三丁目
  - 南日吉町一丁目～三丁目
  - 泉川町一丁目、二丁目
  - 蒼社町一丁目、二丁目[1]

## 進学先中学校
- 今治市立日吉中学校

## 交通
- JR四国予讃線今治駅より徒歩12分

## 通学区域が隣接している学校
- 今治市立吹揚小学校
- 今治市立別宮小学校
- 今治市立乃万小学校
- 今治市立日高小学校
- 今治市立立花小学校